# آسوکه، آیچی
آسوکه، آیچی (به لاتین: Asuke) یک منطقهٔ مسکونی در ژاپن است که در ناحیه چوبو واقع شده‌است. آسوکه ۹٬۶۹۹ نفر جمعیت دارد.